# 万国商团
万国商团，又稱上海義勇隊（英語：Shanghai Volunteer Corps），是上海公共租界内的一個准军事组织。成立于1853年，当时为抵御太平军侵入，由英、美领事组织成立的外国侨民民兵武装。1854年泥城之战成为万国商团成立后首次参加的战役。此后在四明公所事件、上海光复、五卅运动、「一·二八」事件、淞沪会战等重大历史事件上，万国商团都曾出勤。1941年，日军进驻上海公共租界；1942年，日本控制下的上海公共租界工部局下令将该团解散。

## 历史沿革
1853年初，太平天国势力攻占金陵、镇江，并向苏州、上海方向进发。太平军的东进引发了上海各租界民众的恐慌。而驻泊在沪的外国军舰，此时只有英舰烈雷号（Lily）一艘，而该舰恰巧又奉英国驻华全权公使、香港总督文翰之命即将南驶。沪上英星夜派使乘快船到香港商情，结果文翰答应该舰留沪，而本来也将南行的英舰“海尔姆斯”号（Hermes）又载英使，带同军队若干，从香港出发来沪。美国驻华公使马沙利于1853年3月28日乘坐“苏士桂汉纳”号（Susquehanna）从美国绕道香港赴沪，与文翰会晤，两人意见达成一致。当时上海外侨社区的领袖人物是1846年10月接替巴富尔出任英国驻沪领事阿礼国为弥补租界内驻军的不足，1853年4月7日、8日、12日，阿礼国联合金能亨（Edward Cunningham）连续召集侨民及美、法驻沪领事敏体尼3次集会，决定成立上海本埠义勇队。阿礼国本意是成立“上海英人本埠义勇队”（Shanghai British Local Volunteer Corps），但在美国人的力争之下最终删除了British（“英人”）字样，使得这个机构自一开始就有国际化的倾向。此时的上海法租界和法国侨民的规模与实力，较之英、美太过弱小，也没有军舰进驻，法国人也没有组织商团的社会传统，未参加上海本埠义勇队。此外，阿礼国又成立一“协防委员会”（Committee of Co-operation），由侨沪英、美洋行的大班组织而成，推定霍格（William Hogg）、金能亨、斯金讷（J. Skinner）、肯纳地（Henry II. Kennedy）、比理（T. C. Beale.）等5人为委员。此时尚无工部局，这些人是作为商人和官员、领事馆和海军之间的纽带。是除了在租界四周筑栅以外，并在洋泾浜和苏州河间，沿泥城浜（今西藏中路）的地带，掘一阔壕以连贯之，障以土垒，以防租界从西面被袭攻。它的直接效果，可使英租界包括于一较大的警卫区以内。此项防御工程旋即自南而北，开始建设，其壕即名“护界河”（Defence Creek）。
1853年4月14日举行的万国商团筹备会议上，新任团长、印度孟加拉第二步兵团（the 2nd Bengal Fusiliers）上尉屈隆荪（Robert Nixon Tronson）不仅从孟买带了商团士兵所需的步枪和刺刀，还制定了万国商团最初的四条团规：
1. 命名为“上海本埠义勇队”。
2. 任何已入伍之绅士，未经其本国领事之允许，不得自行退伍。
3. 团员在指挥官所认定之时间、地点集合，接受训练。
4. 入伍后，将区分为“乘骑斥候”和“步兵”两种。

同时规定，凡在沪英国男性侨民一律编入义勇队。因为当时参加义勇队的还有一些其他国家侨民，且其多为洋行职员，所以义勇队也俗称为万国商团。万国商团成立后，与驻沪英军、法军一同成为保卫租界的重要军事力量。
1853年9月，先是在嘉兴，后在上海县城之中，爆发小刀会起义，上海知县袁祖德被杀、道台吴健彰逃到了租界之中。起义军很快引来了清军的围剿，小刀会、清军、租界三方势力各占一方，一时间谁都奈何不得谁。接替屈隆荪出任指挥官的是时任英国驻沪副领事的威妥玛（Thomas Francis Wade）。
1854年4月4日，清军在泥城浜附近袭击了英商祥泰银行职员乔利夫妇。万国商团不久后接到报告，随即先遣数人出击。半小时后，万国商团大部和英、美驻军抵达战场，并成功迫使清军撤退，史称泥城之战。这一战役成为万国商团成立后的首战，这一天之后成为万国商团的建军节。小刀会起义被镇压后，万国商团一度停止活动。1860年，太平军再度逼近上海时，万国商团重新恢复常规训练，并由尼尔上校负责指挥。
1870年7月2日，万国商团就商团的去向召开会议，会议最终决定将商团管理权交予公共租界工部局。从1877年起，商团与英国政府开展合作。1878年，商团进行整编，整编完成后改为两队，即甲队和乙队。1900年，華北爆发义和团运动，为保证租界安全，商团进行扩编，下属部队由2支扩编到9支。1903年，工部局与英国陆军部签订协议，以后万国商团的司令由英军现役军官担任。
1927年，国民革命军进抵上海，工部局与停泊在吴淞口外的原沙俄海军的「格雷博夫舰队」达成协议，对其进行收编组成了万国商团俄国队，成为商团中唯一一只采用募兵制的队伍。1932年，中日在上海爆发战事，万国商团进一步扩编，部队增加到20支。1937年，淞沪会战爆发后，万国商团负责守卫租界边界。淞沪会战结束后，万国商团负责看守退入租界的四行仓库守军。1939年，二次大战欧洲战事爆发，英籍队员纷纷回国应征。1941年，太平洋战争爆发，日军侵占整个公共租界，最初一段时间，日军依靠万国商团来维持租界秩序。翌年，随着日军势力得到巩固，万国商团已无存在的必要。6月，由日本把持的公共租界工部局下令解散万国商团。

## 征兵、训练与动员
万国商团的兵源主要分常规征兵和自愿临时入伍两部分。常规征兵通常在每年上半年征召符合条件的市民。在平时，如果有人自愿加入商团，需提交申请并有人担保，在经过军医进行体检，并由所属国驻沪领事出具证明，申请人及担保人宣誓后，可临时入伍。临时入伍者需要接受包括操练、射击等为期一周的新兵训练课程。课程结束后，入伍者还要接受为期一个月的新兵特训。
万国商团一般每年的9至12月间举行训练，最初训练设在位于穿洪浜附近的靶场（位于今武进路），当时该地属于人烟稀少的租界郊野地区。修建靶场时，填埋了靶场南侧的穿洪浜并修筑道路，该路因靶场而得名靶子路（Range Road）。之后，随着靶子路人口逐渐稠密，靶场不得不另觅新址。1896年，在当时属宝山县境的地方另建新靶子场，即位于今鲁迅公园和虹口足球场。万国商团日常的训练内容包括射击、露营、野战、防暴等。除中华队、日本队、俄国队和葡萄牙队分别采用本国语言和训练方式外，其他部队均使用英语，并按照英军操练规则进行训练。
凡遇到重大形势时，万国商团司令部会应工部局命或自行发布动员令，所有成员按动员令要求向指定地点集中。自1853年成立以来，万国商团共发布过25次大规模动员令。包括1854年，泥城之战；1860年、1862年太平军东进；1870年，天津教案；1874年，四明公所事件；1891年，江南教案；1894年，甲午战争；1896年，横沙岛农民暴动；1897年人力车夫暴动；1898年，第二次四明公所事件；1900年，义和团运动；1904年，日俄战争；1905年，大闹会审公廨案；1911年，上海光复；1913年，二次革命；1915年、1918年人力车夫暴动；1918年，上海小贩暴动；1918年，上海反日风潮；1924年，江浙战争；1925年，五卅运动；1927年，国民革命军进抵上海；1932年，一·二八事变；1937年，淞沪会战；1938年，抗战爆发一周年纪念运动。

## 下属部队
万国商团分为司令部和各分队，司令部是商团的作战指挥及后勤保障机构，主要由司令、参谋、牧师及军医等组成。在司令部下，设有A、B、C、骑兵、特种兵、炮兵六个大队。A大队下辖甲队、乙队、上海苏格兰队、犹太队以及防空队。B大队包括美国队、葡萄牙队、美国后备队、美国机枪队和菲律宾队。C大队，俗称俄国联队，是商团内唯一一支常备军队，下辖俄国常备队和俄国义勇队。骑兵大队，分上海骑兵队和美国骑兵队。特种兵大队，主要包括上海工程队、装甲车队、中华队、日本队、译员队、运输队和通讯队。炮兵大队则辖有上海重炮队和上海轻炮队，该队持续到1935年，因重炮队解散，该大队被裁撤，上海轻炮队被并入A大队。